# Paul-Friedrich Nebelung

Paul-Friedrich Nebelung

Paul-Friedrich Nebelung (* 27. August 1900 in Königslutter am Elm; † 1. Januar 1990) war ein deutscher Politiker (NSDAP).

## Leben und Wirken
Nach dem Besuch des Gymnasiums Helmstedt studierte Paul-Friedrich Nebelung Geodäsie und Landeskulturtechnik. Zugleich bestand er das Fähnrichsexamen der Reichswehr. Anschließend verdiente er seinen Lebensunterhalt als selbständiger Vermessungs- und Kulturingenieur.
Zum 1. Oktober 1929 trat Nebelung in die NSDAP ein (Mitgliedsnummer 154.516). In dieser übernahm er zunächst Aufgaben als Ortsgruppenleiter und Kreisleiter in Nienburg/Weser. Ab 1934 fungierte er zudem als Gaupersonalamtsleiter im Gau Süd-Hannover-Braunschweig. Ab 1935 leitete er das Gauorganisationsamt in Hannover.
Von März 1936 bis zum Ende der NS-Herrschaft im Frühjahr 1945 war Nebelung Abgeordneter für den Wahlkreis 16 (Südhannover-Braunschweig) im Reichstag (Zeit des Nationalsozialismus).
Ab Juli 1941 war er stellvertretender Landrat im Kreis Eckartsberga und ab August 1942 kommissarisch und ab 1. März 1943 offiziell Landrat im Landkreis Eichenbrück. Als SA-Mitglied erreichte Nebelung den Rang eines Standartenführers zur Verfügung.
Nach Kriegsende wurde er als Mitläufer entnazifiziert und wurde schließlich wieder als Vermessungsingenieur tätig.

## Familie
Paul-Friedrich Nebelung war der Bruder des Senatspräsidenten am Volksgerichtshof Günther Nebelung.